# Brachyplax
Genre
 Brachyplax est un genre d'insectes du sous-ordre des hétéroptères (punaises), de la famille des Lygaeidae et de la sous-famille des Oxycareninae, actuellement de la famille des Oxycarenidae.

## Historique et dénomination
Le genre  Brachyplax a été décrit par l’entomologiste tchèque Franz Xaver Fieber en 1860.

## Taxinomie
Liste des espèces
- Brachyplax tenuis (Mulsant & Rey 1852)